# Walt Disney Family Museum
Het Walt Disney Family Museum, afgekort WDFM, is een museum in de Amerikaanse stad San Francisco. Het museum opende de deuren op 1 oktober 2009 en gaat over het leven van Walt Disney en zijn familie. 
Het museum heeft een oppervlakte van 3716 m2 en bevat onder meer een collectie aan film- en fotomateriaal, filmprijzen, tekeningen, een maquette van Disneyland en modeltreinen. 

## Afbeeldingen

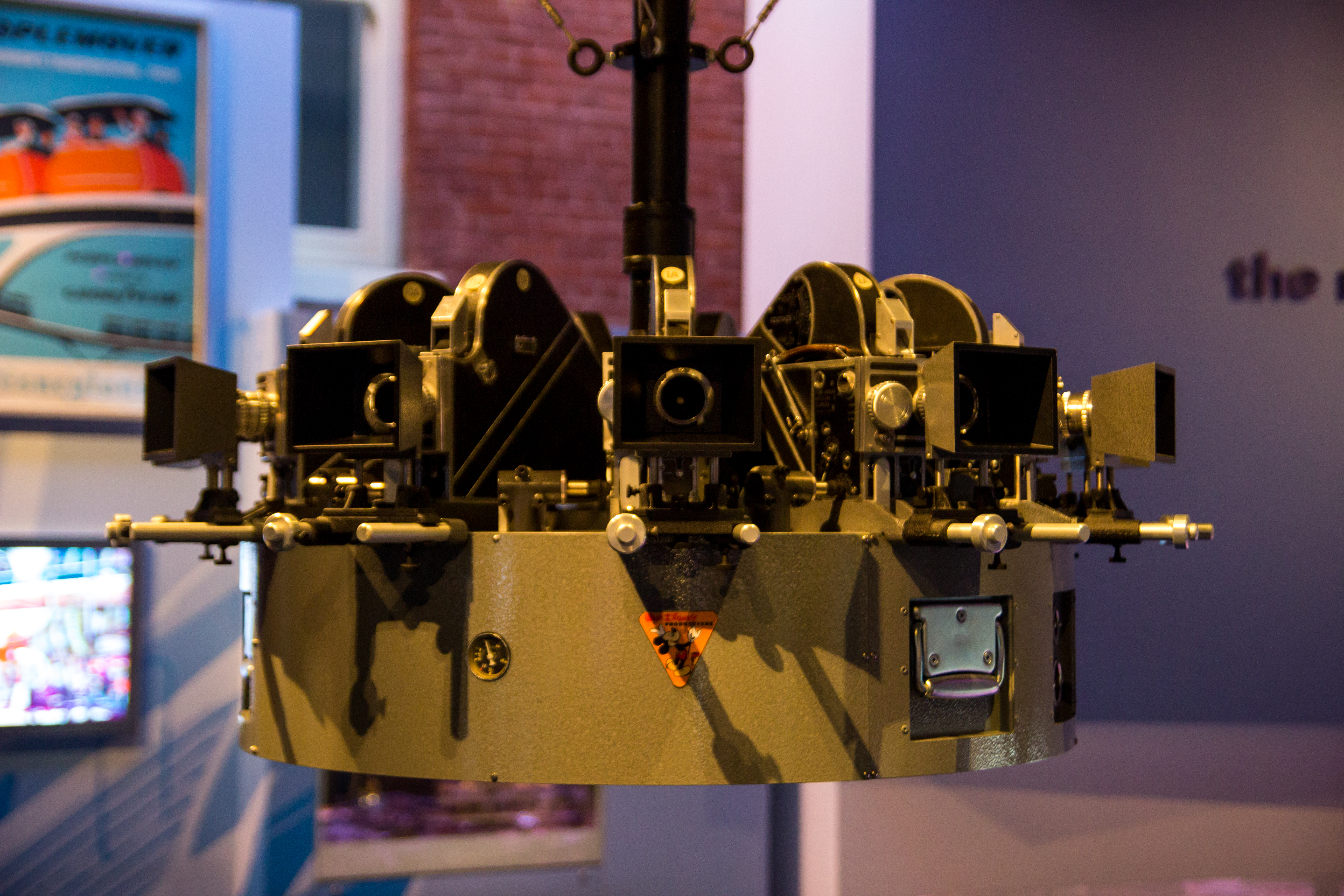
360-gradencamera
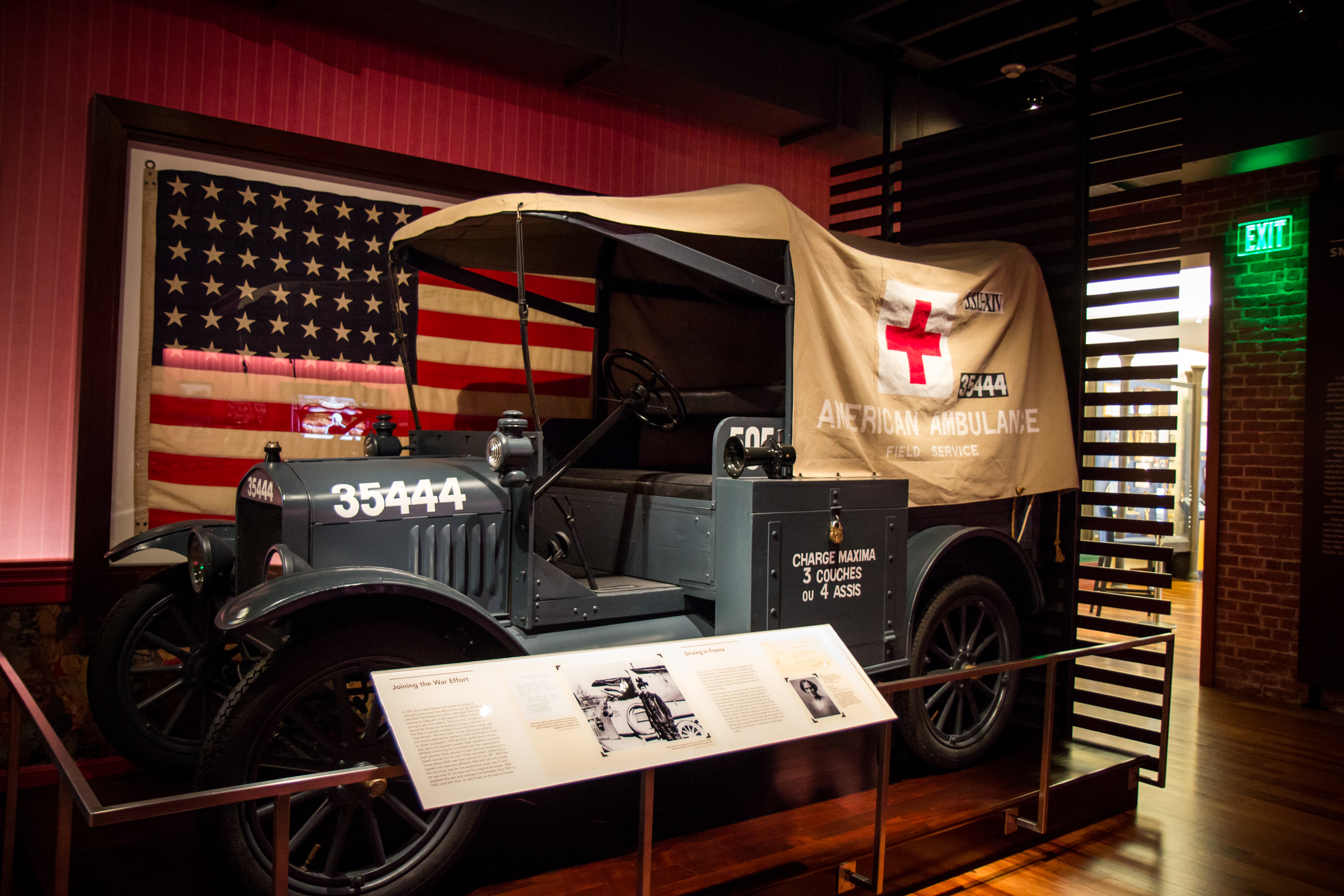
Ford Model T ambulance
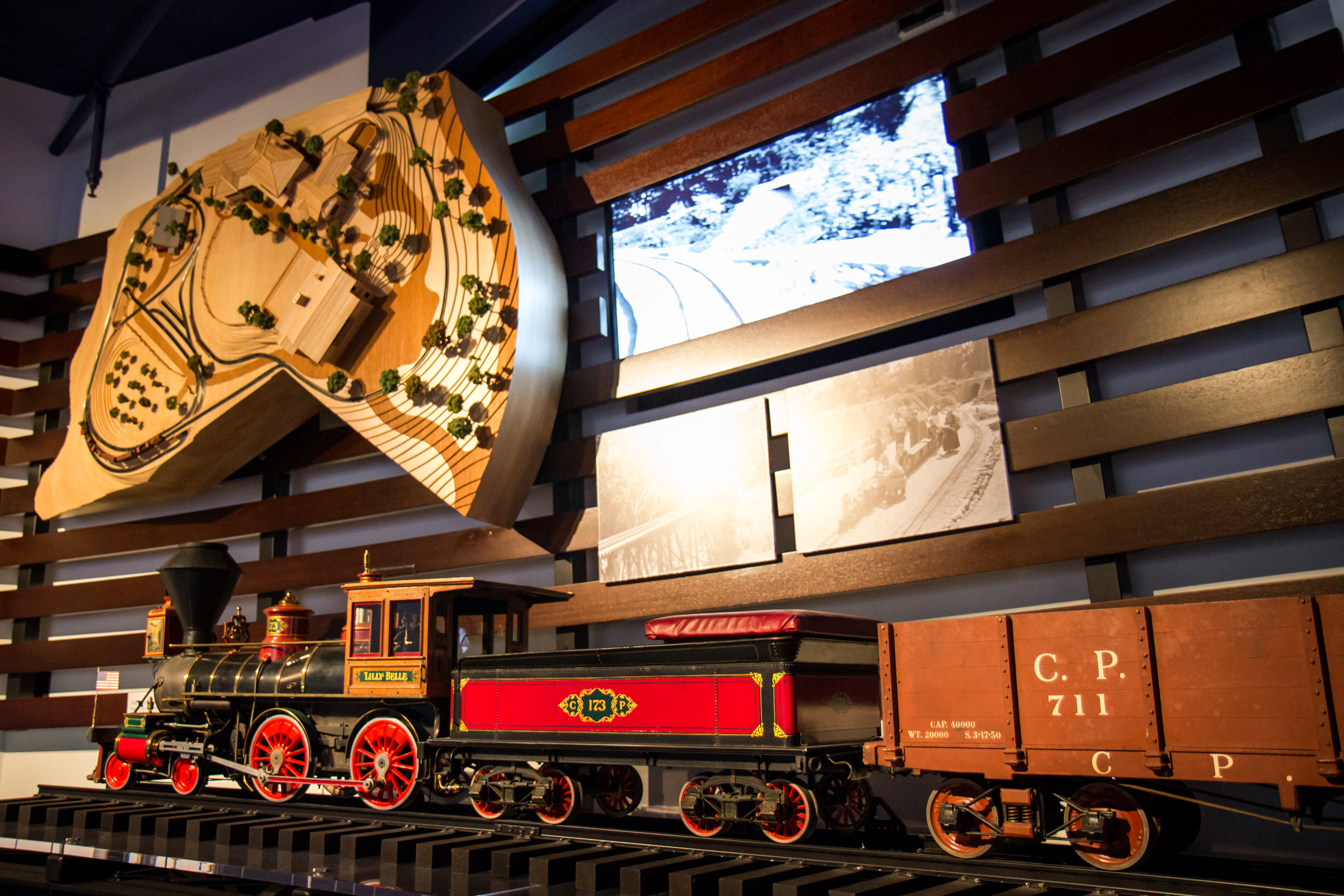
Modelspoortrein
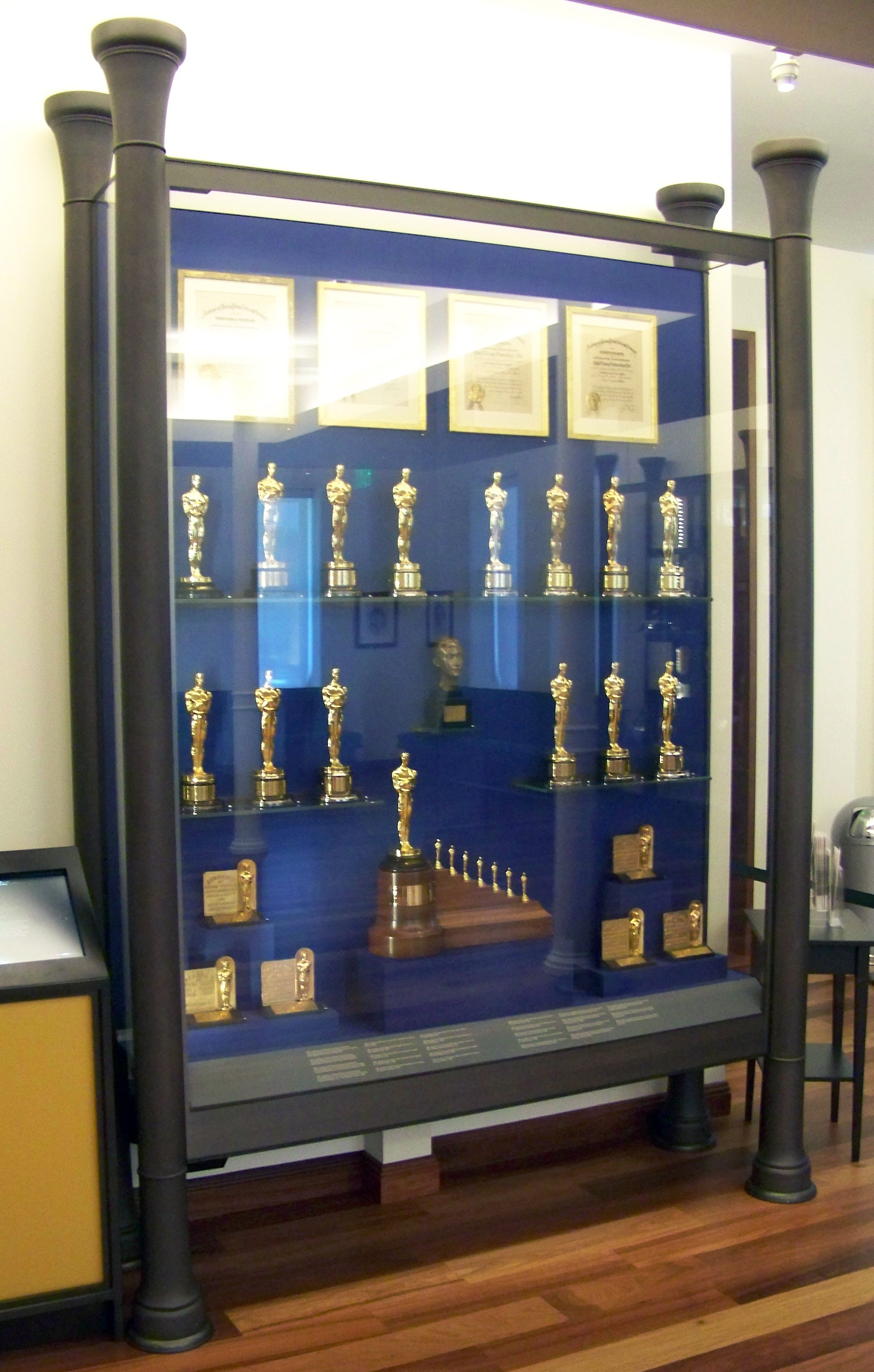
Prijzenkast
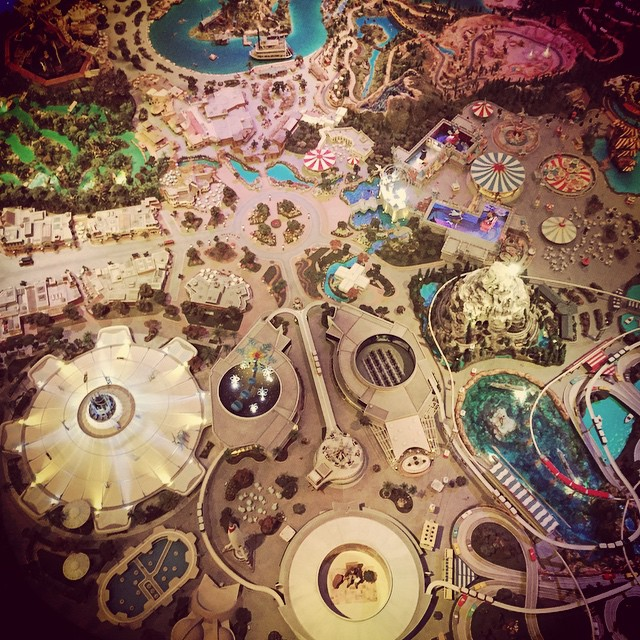
Maquette van Disneyland